# Перанакан

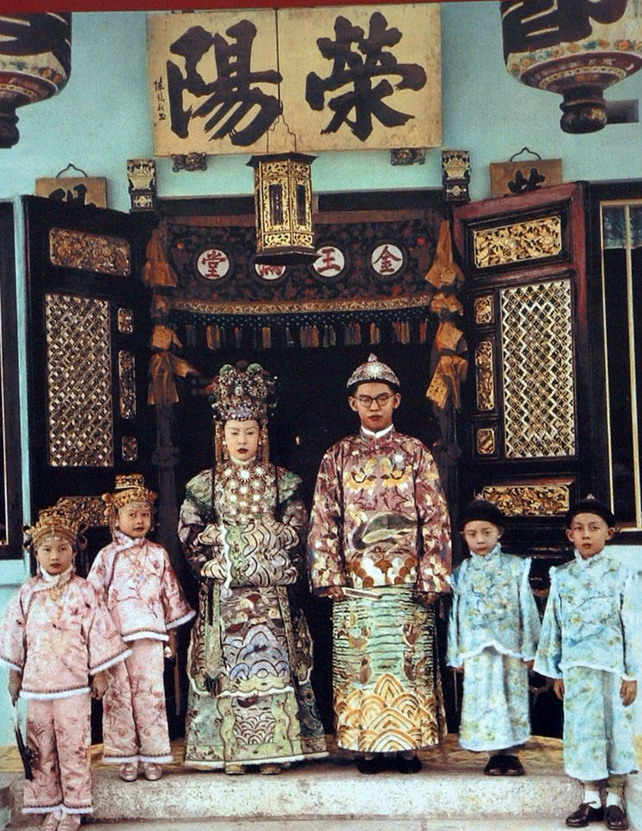
Перанаканські молодята, о. Пенанг

Перанакан (також Баба-Ньоня кит. 峇 峇 娘惹) — термін, який використовують стосовно нащадків китайських іммігрантів кінця XV—XVI століть на території півострова Малакка і Зондського архіпелагу. На сьогодні ця хвиля китайської міграції досить сильно асимільована серед місцевого населення.
Чисельність перанакан близько 7 млн осіб. Сповідують конфуціанство, буддизм (махаяна), християнство, даосизм.
Більшість перанакан певною мірою зберегли древню культуру свого народу, проте втратили здатність говорити китайською. Оскільки більшість мігрантів були чоловіками, міжетнічні шлюби з місцевими жінками були звичайним і досить поширеним випадком. Таким чином, багато перанакан є китайцями лише якоюсь мірою, часто при переважанні індонезійської крові вони практично не відрізняються від місцевого населення.

## Термінологія
Малайське та індонезійське слово Peranakan означає «нащадок» без уточнення конкретної етнічної групи. Іноді паранакан також називають «китайці протоки» через велику концентрацію уздовж Малаккскої протоки. Назва баба-ньоня походить від перського слова «баба» (шанобливе звертання до старших чоловіків), а також слова «ньоня», яке ймовірно є неправильно вимовленим італійським словом Nona (бабуся), або португальським словом Dona (звернення до одруженої жінки). Звернення ньоня було досить популярним в Індонезії стосовно до всіх іноземних жінок, в тому числі й китаянок.

## Походження і мови
Більшість перанакан походять з південно-східної частини Китаю. Мова паранакан, баба-малай — креольська мова на основі малайської, що містить безліч китайських, головним чином мінських, слів. Однак ця мова вимирає і використовується сьогодні тільки людьми старшого покоління. Молоде покоління воліє використовувати англійську, а також місцеві мови в залежності від регіону проживання: малайська, індонезійська, яванська, сунданська. Останнім часом серйозно зріс інтерес до китайських мов, головним чином до путунхуа.

## Культура і сучасне становище

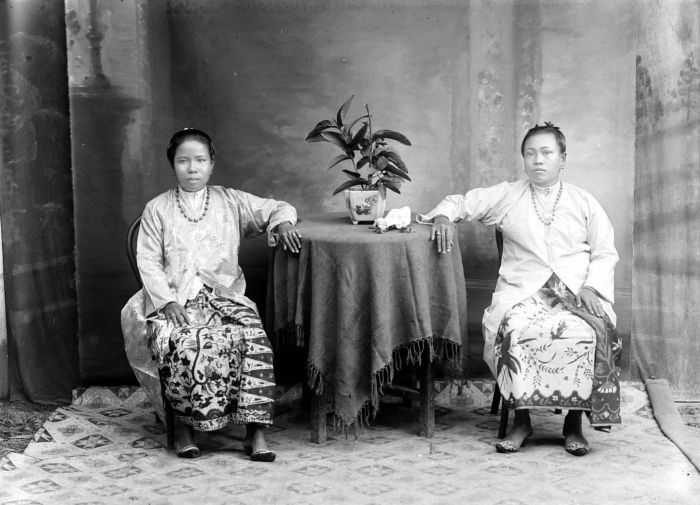
Дві перанаканські жінки на фабриці в Pulau Singkep.

У різні часи й з різних причин перанакани активно мігрували усередині регіону Нусантара, між Індонезією, Малайзією та Сінгапуром. Це призвело до більшої однорідності цієї групи населення. Культура перанакан втрачає свої позиції й свою популярність. Через політичні мотиви країн, перанакан Малайзії та Сінгапуру все більше наближаються за культурою до китайців на материку. Водночас перанакан Індонезії через довгу заборону китайської мови та гоніннями на китайців за часів правління Сухарто все більше втрачають свою рідну культуру.
Міграції в сусідні країни призвели до виникнення невеликих перанаканських громад у В'єтнамі і Австралії.